# Xulio Ricardo Trigo
Xulio Ricardo Trigo (Betanzos, Galícia, 1959), és un novel·lista, poeta i traductor.
L'any 1965 ell i tota la seva família se'n va anar a viure a València. De més gran, 1992-93, ell tot sol es va traslladar temporalment a Barcelona; però finalment va tornar cap a València. El 2005 va anar a viure a Tarragona. Va ser redactor de les pàgines culturals del Diari de Barcelona i va dirigir les pàgines literàries del setmanari valencià El Temps. També ha col·laborat en altres diaris escrivint articles literaris i en algunes revistes. La seva obra publicada ha estat sovint reconeguda i premiada per la societat i la crítica. Des de 1994 es pot dir que es dedica plenament a la literatura. Dins la seva obra, en narrativa podem destacar La desaparició d'Evelyn (1995) i Després de l'oblit (2005). Quant a poesia, destaquem El llibre de la quietud (2003). Pel que fa a la narrativa juvenil, Un crim al balneari (2001) i La passió d'Alexandra (2008), obra amb la qual ens descobreix tot el món del bookcrossing.

## Obres
- Als plecs de l'hivern. Catarroja: Ajuntament de Catarroja, 1987 (poesia).
- L'abril a Luanco. Barcelona: Edicions 62, 1991 (poesia).
- Llegenda. Lleida: Pagès Editors, 1992 (poesia).
- Antologia mínima (1985-1992). Gandia: CEIC, 1992 (poesia).
- Lectures d'un segle. Barcelona: Columna, 1993 (poesia).
- La desaparició d'Evelyn. Barcelona: Planeta, 1995 (novel·la).
- El misteri del Barri Gòtic. Barcelona: Barcanova, 1996 (narrativa juvenil).
- L'extensió del temps. Alzira: Bromera, 1996 (dietari).
- Far de llum grisa. Barcelona: Edicions 62, 1997 (poesia).
- La mort salobre. València: Tres i Quatre, 1997 (novel·la).
- Fado, o L'ordre de les coses. Alzira: Bromera, 1998 (novel·la).
- La vida fosca. Lleida: Pagès Editors, 1999 (poesia).
- Un crim al balneari. Picanya: Edicions del Bullent, 2001 (narrativa juvenil).[4]
- El llibre de la quietud. Alzira: Bromera, 2003 (poesia).
- Després de l'oblit. Barcelona: Proa, 2005 (novel·la).
- La veritat cansa. Alzira: Bromera, 2005 (poesia).
- Una lectora de Txèkhov. Barcelona: Planeta/Oxford, 2006 (narrativa juvenil).
- Els secrets de la reina. Barcelona: Columna, 2008 (novel·la).
- La passió d'Alexandra. Barcelona: Barcanova, 2008 (narrativa juvenil).
- El somni de Tàrraco. Barcelona: Edicions 62, 2009 (novel·la).
- El port del nou món. Barcelona: Edicions 62, 2011 (novel·la).
- El tramvia blau. Barcelona: La Galera, 2011 (narrativa juvenil).
- Les veus del Liceu. Barcelona: Columna, 2015 (novel·la).
- La noia de la Resistència. Barcelona. Columna, 2020 (novel·la)

## Participació en volums col·lectius
- Jo sóc aquell que em dic Gerard. Terres de l'Ebre: Editorial Petròpolis, 2010. En homenatge a Gerard Vergés.

## Premis
- 1987 - Premi Benvingut Oliver per Als plecs de l'hivern[5]
- 1991 - Premi Ausiàs March per L'abril a Luanco[6]
- 1993 - Premi Salvador Espriu per Lectures d'un segle[6]
- 1995 - Premi de la Crítica del País Valencià per La desaparició d'Evelyn[6]
- 1996 - Premi Enric Valor d'Alacant per L'extensió del temps[6]
- 1997 - Premi Miquel de Palol per Far de llum grisa[6]
- 1997 - Premi Ciutat d'Elx per La mort salobre[7]
- 1998 - Premi Joanot Martorell per Fado, o L'ordre de les coses[6]
- 1999 - Premi Maria Mercè Marçal per La vida fosca[6]
- 2001 - Premi Enric Valor de Narrativa juvenil per Un crim al balneari[4]
- 2003 - Premi Vicent Andrés Estellés per El llibre de la quietud[6]
- 2003 - Premi de la Crítica dels Escriptors Valencians per El llibre de la quietud[6]
- 2005 - Premi València Alfons el Magnànim per La veritat cansa[6]
- 2017 - Premi Nèstor Luján de novel·la històrica per L'homenatge[8]